# Mesolia pandavella
Mesolia pandavella là một loài bướm đêm trong họ Crambidae.